# Moogabooga
moogabooga（ムーガブーガ）は、髙野 真（たかの まこと）と小田 文子（おだ あやこ）によるアニメーションユニット。

「暮らしの中の想像力」をテーマにアニメーションを制作する。手作業から生まれる図工的でローファイな制作手法を得意とし、ディレクションから人形製作・アニメーション撮影・編集まで、アニメーションにまつわる様々な創作活動を行う。

## 作品

### みんなのうた
- ◆は、5分間1曲枠の楽曲（ロングのうた）。
- 1.ぎんなん楽団カルテット / 高橋克実とチャラン・ポ・ランタン（2014年10月・11月放送）
- 2.カリヨン・ダンス / 遊佐未森（2015年12月・2016年1月放送）
- 3.お月様ライト / MEGAHORN（2016年10月・11月放送）
- 4.僕と魚の物語 / Swimy（2017年12月・2018年1月放送）
- 5.ケチャップチャップ / 杏沙子（2019年4月・5月放送）
- 6.まぶたを閉じれば / wacci（2023年10月・11月放送）

### おかあさんといっしょ
- てとてとパタン（2019年10月放送）

### プチプチ・アニメ
- モノだらけ!（2014年〜放送）
- リコラ（2021年〜放送）